# UFC Fight Night: Almeida vs. Garbrandt
UFC Fight Night: Almeida vs. Garbrandt (también conocido como UFC Fight Night 88) fue un evento de artes marciales mixtas celebrado por Ultimate Fighting Championship el 29 de mayo de 2016 en el Mandalay Bay Events Center, en Las Vegas, Nevada.

## Historia
El evento estelar contó con el combate de peso gallo entre los invictos Thomas Almeida y Cody Garbrandt.
Joe Proctor tenía previsto enfrentarse a Erik Koch en el evento. Sin embargo, Proctor se retiró de la pelea el 21 de abril por una lesión y fue reemplazado por Shane Campbell.

## Premios extra
Cada peleador recibió un bono de $50,000.
- Pelea de la Noche: Renan Barão vs. Jeremy Stephens
- Actuación de la Noche: Cody Garbrandt y Jake Collier